# Willy Aubameyang
Willy Aubameyang (født 16. februar 1987 i Paris) er en fransk fodboldspiller, som spiller for FC Kray
. Han har tidligere spillet i Triestina, Milan og været lejet ud til 3 andre klubber.
Den 20. december 2007, debuterede han for Milan i Coppa Italia-opgøret mod Catania.